# Rocket Science
Ne pas confondre avec Rocket Science, album de Béla Fleck and the Flecktones.
Rocket Science  est un film américain écrit et réalisé par Jeffrey Blitz en 2007.

## Synopsis
Hal Hefner est un élève de quinze ans de Plainsboro , New Jersey, qui a un bégaiement prononcé. Son grand frère, Earl, est un kleptomane obsessionnel-compulsif. Son père, Doyle, a récemment quitté la famille à la suite d'une violente dispute. Sa mère, Juliette, fréquente le père de son ami d'école, Heston.
Alors qu'il voyage en autobus scolaire, Hal est un jour approché par Ginny Ryerson, l'étoile articulée, une championne des débats. Elle l'invite à se joindre à elle afin de remplacer son ancien partenaire, Ben Wekselbaum. Celui-ci a quitté l'école après un échec lors d'un débat de fin de saison. Il fut pris d'un silence et fit perdre la victoire à lui et Ginny au haut Championnats scolaire du débat politique du New Jersey. Bien que Hal décline d'abord, il se retrouve amoureux de Ginny et accepte d'être son partenaire. Hal et Ginny commencent à se préparer pour le prochain tournoi avec des arguments qu'ils forment du « pour » et « contre » du fait que le gouvernement fédéral devrait appuyer l'enseignement de l'abstinence sexuelle dans les écoles publiques. Lorsque Hal se retrouve incapable de parler dans la pratique de débat, il sort de la chambre et se cache dans le placard de conciergerie. Ginny se joint à lui et il s'y embrassent sous l'impulsion du moment. Hal espère que ce baiser signifie une relation sérieuse avec Ginny, mais elle cesse subitement tout contact avec lui par la suite. Les parents de Ginny lui assurent qu'elle est à l'aise avec le travail et qu'elle ne le rencontrer le jour du débat.
Le jour du tournoi, l'entraîneur de l'équipe de débat,  Lumbly, dit Hal que Ginny a transféré à Townsend. Hal sera alors jumelé avec Heston pour la journée. Luttant avec son discours et son bégaiement, Hal appelle son thérapeute qui lui suggère qu'il chante son discours ou de parler avec un accent étranger. Hal et Heston finissent la journée sans beaucoup de succès, tandis que Ginny remporte un trophée pour la première place en tant que haut-parleur individuel, qui va inexplicablement disparaître. L'entraîneur Lumbly demande à Hal de quitter l'équipe, lui disant que Ginny n'avait jamais prévu de débattre avec lui et ne l'avait recruté comme une plaisanterie cruelle pour endommager les chances de gagner de l'école. Furieux, Hal s'introduit dans la chambre de son frère et prend une bouteille de tequila volée par celui-ci. Il la boit avec Heston à la maison de son ami Lewis qui vit en face de Ginny. En état d'ivresse, Hal traîne le violoncelle de la mère de Lewis dans la rue et le jette par la fenêtre de Ginny alors qu'elle arrive à la maison avec son nouveau coéquipier, Ram.
Plus tard dans l'année, la mère de Hal rompt avec le père de Heston et Hal décide retourner le trophée volé à Ginny. Elle rejette ses excuses. Dépourvu, il ne lui reste qu'un espoir. Dans l'espoir de récupérer l'amour de Ginny et à la fois se venger, il se rend à Trenton, la "Big City", afin de trouver Ben, l'ancien partenaire de débat de Ginny. Hal convainc Ben de débattre avec lui et ils s'inscrivent comme une équipe scolarisée pour les prochains Championnats du débat de politique. Ben y voit l'occasion de régler certains détails de sa vie laissée derrière lui. Afin de surmonter son bégaiement, Ben aide Hal à écrire tout son discours sur l'air de L'Hymne de bataille de la République. Cependant, il est interrompu au milieu de sa chanson-parole par l'entraîneur Lumbly et un juge du débat. Ils disqualifient Hal et Ben par motif qu'aucun d'entre eux n'est scolarisé à la maison. Ben est satisfait de leurs efforts, mais pas Hal. Il trouve Ginny avant de partir. Il insiste sur le fait qu'un jour, sera son jour. Elle lui répond que ce n'était pas facile pour elle de le trahir. Ben ignore sa réplication. Il passe la soirée sur une plage voisine et quand son père vient le chercher, Hal tente de lui dire son point de vue sur la vie et l'amour qui « ne devraient pas être sorciers », bien qu'il soit incapable de dire la phrase « sorciers » en raison à son bégaiement.

## Fiche technique
- Titre : Rocket Science
- Réalisation et scénario : Jeffrey Blitz
- Producteurs : Effie Brown et Sean Welch
- Producteur exécutif : Nicole Colombie
- Directeur de la photographie : Jo Willems
- Montage : Yana Gorskaya
- Distribution des rôles : Matthew Lessall
- Création des décors : Rick Butler
- Direction artistique : Halina Gebarowicz
- Décorateur de plateau : Jay Klein
- Création des costumes : Ernesto Martinez
- Sociétés de production : B&W Films, Duly Noted, HBO Films et Rocket Science Inc.
- Société de distribution : Picturehouse Entertainment
- Budget : 6 millions de dollars
- Format : Tourné en 1.85:1 - 35mm et en noir et blanc et couleur - Son Dolby Digital
- Pays :  États-Unis
- Genre : Comédie dramatique
- Durée : 101 minutes
- Dates de sortie en salles :  19 janvier 2007 (Sundance Film Festival), 10 août 2007 (limité) •  20 mai 2007 (Cannes Film Market) •  28 septembre 2007

## Distribution
- Reece Thompson : Hal Hefner
- Anna Kendrick : Ginny Ryerson
- Nicholas D'Agosto : Ben Wekselbaum
- Vincent Piazza : Earl Hefner
- Aaron Yoo : Heston
- Josh Kay : Lewis Garrles
- Denis O'Hare : Doyle Hefner
- Maury Ginsberg : Mr. Lewinsky
- Jonah Hill : Junior Philosopher
- Dan Cashman : le narrateur

## Récompenses et distinctions
- 2007 : Festival du cinéma américain de Deauville - Prix de la Révélation Cartier